# Torre de Can Faixat
La Torre de Can Faixat és una masia de Viladasens (Gironès) declarada bé cultural d'interès nacional.

## Descripció
És un edifici de grans dimensions, on destaca la torre de planta quadrada, emmerletada. És l'element més antic de la casa, el quan conserva gran part dels murs originals del segle xiii, tot i que en alguna reforma, la torre va ser sobrealçada. La casa presenta una coberta a dues vessants amb teula àrab. La façana principal s'orienta cap al sud i el seu aspecte actual respon a múltiples reformes que ha sofert al pas del temps. Les finestres de factura gòtica centrals van ser transformades en balcons a començaments del segle xx. En els paraments de la masia també s'hi observen importants canvis de parament que confirmen una evolució i reformes importants des d'època medieval i fins a l'actualitat. En altres façanes es conserven altres tipus de finestra, algunes de dintell clàssic i altres amb elements gòtics. A la llinda d'una de les portes hi ha inscrita la data 16 d'abril de 1612, que respon possiblement a una de les restauracions.
La torre de defensa se situa a l'angle nord-est de la masia, on roman integrada dins la planta rectangular del conjunt de l'edifici. La torre és esvelta, de bona factura, obrada amb pedra desbastada a la façana principal i amb maçoneria a la façana nord, on hi ha on potent contrafort que la sosté. És de planta lleugerament rectangular, aproximadament de 6 per 5 metres, i desenvolupada en planta baixa i dos pisos. Per la façana sud, hi ha la porta d'accés, petita i d'arc de mig punt adovellat, al primer pis; s'hi accedeix per unes escales de pedra. A la dreta de la porta hi ha una petita finestra vertical, a manera d'espitllera. Al primer pis disposa d'una finestra gòtica de transició i dues espitlleres, flanquejant-la. A la façana nord manté una espitllera a la planta baixa i una espitllera a la planta pis. Tot el coronament està emmerletat i amb espitlleres, si bé respon probablement a una restauració.

## Història
La família Faixat és la propietària de la masia des de la seva fundació, ja que es conserven documents del segle xiii que així ho confirmen. Antigament, l'entrada principal es feia per la façana sud, on romanen una creu i un xiprer, signes d'acolliment. A la llinda d'una de les portes hi ha la data de 16 d'abril de 1612, segurament moment d'una restauració. A l'última guerra carlina hostatjà molts seguidors de la causa, ja que en les darreres restauracions s'hi ha trobat moltes armes de l'època.
L'any 1936 varen irrompre a la finca les hordes revolucionàries, destruint la capella i tot el que hi havia de valor. En la reculada de les tropes republicanes la casa fou ocupada. Antonio Machado hi sojornà amb la seva mare camí de l'exili, la nit del 26-27 de gener de 1939.